# IPad mini (1.ª geração)
iPad mini de primeira geração foi o primeiro modelo da versão compacta uma do iPad, desenvolvido pela Apple Inc.. Foi apresentado no dia 23 de outubro de 2012 no Apple Special Event October 2012., sendo um alternativo 35% menor que o iPad.
iPad mini passou meses por especulações sobre seu lançamento, onde foram divulgadas várias fotos do possível produto. Desde 2010, o tablet já era comentando por usuários, onde o próprio Steve Jobs condenou a ideia, inclusive um iPhone com a tela maior, o que correu com o iPhone 5 posteriormente.

## Especificações (1ª geração)
Físicas
- 200 mm (7,87 polegadas) de altura

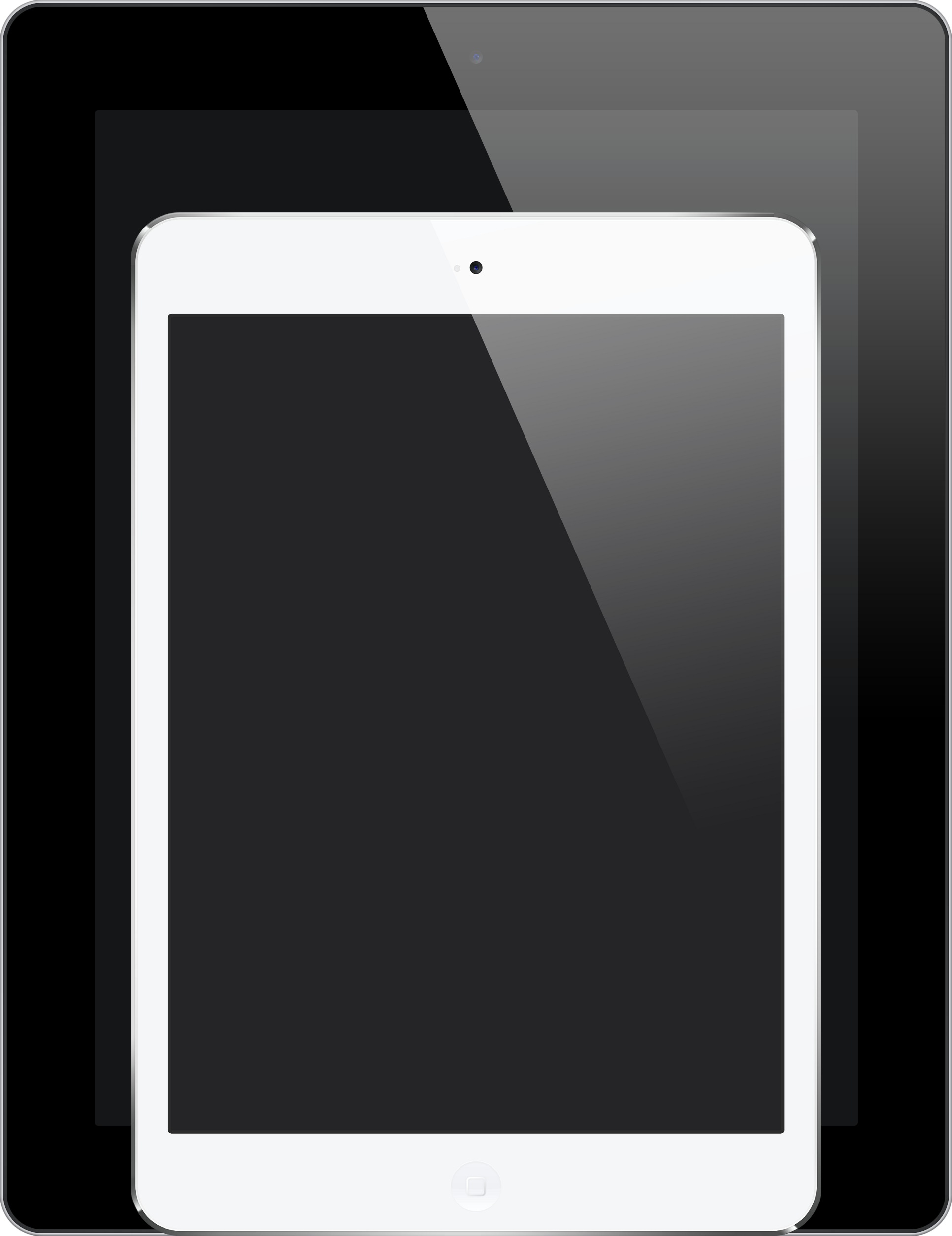
Comparação do tamanho entre iPad mini e iPad 4 (3ª e 4ª geração possuem o mesmo tamanho)

- 134,7 mm (5,3 polegadas) de largura
- Peso: Wi-Fi: 308g / Wi-Fi+3G: 312g
- Cores: Preto e Branco

Processador e memória
- Apple A5 Dual-Core 1Ghz
- 16, 32 ou 64 GB de armazenamento
- RAM: 512MB DDR2

Tela
- 7,9 polegadas
- 1024x768 pixeis, 163 pixels por polegada

Comunicação
- Bluetooth 4.0
- Wi-Fi - 802.11a/b/g/n
- 3G CDMA EV-DO Rev. A e Rev. B (800, 1900, 2100 MHz), GSM/EDGE (850, 900, 1800, 1900 MHz), UMTS/HSPA+/DC-HSDPA (850, 900, 1900, 2100 MHz), LTE (Bandas 1, 3, 5, 13, 25)
- GPS assistido (apenas em modelos 3G)
- Bússola digital

Sensores
- Acelerômetro
- Bússola
- Sensor de luz ambiente
- Tela multitoque
- Giroscópio

Câmera
- Câmera frontal FaceTime HD 1,2 MP
- Câmera traseira iSight 5 MP
- Detecção de rostos
- Foco automático
- Gravação em Full HD 1080p

Entradas e saídas
- Conector Lightning
- Microfone
- Auto-falante interno
- Entrada para fone de ouvido 3,5mm

Bateria
- 10 horas de autonomia, 1 mês em modo stand-by